# Maremmansko-abruzzský pastevecký pes

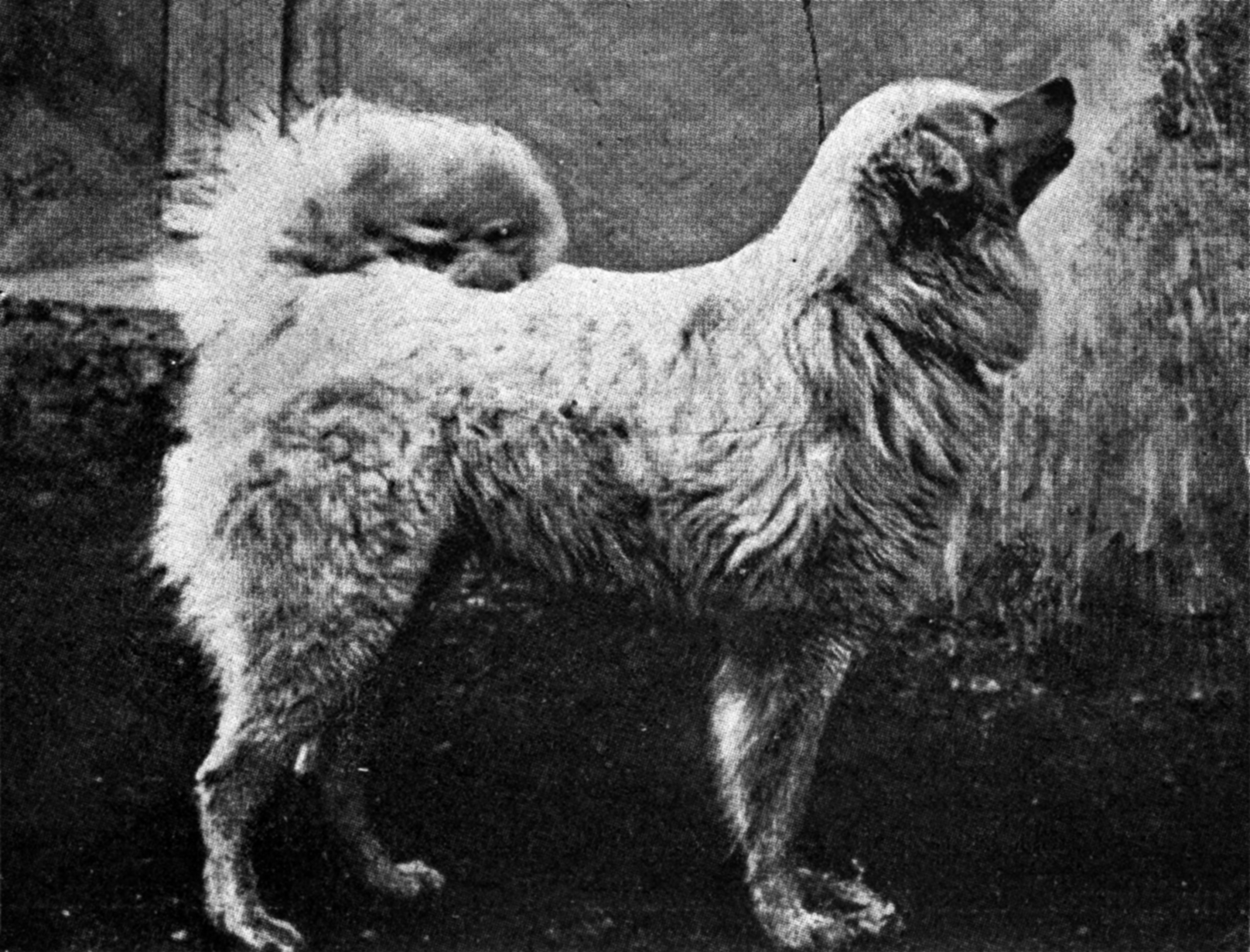
Maremmansko-abruzský pastevecký pes na snímku z roku 1915

Maremmansko-abruzzský pastevecký pes je pravděpodobně blízkým potomkem velkých bílých východních ovčáků, kteří se rozšířili do Evropy před tisíci lety. Patří k nim karabaš a akbaš z Turecka, slovenský čuvač, kuvazs, komondor, pyrenejský horský pes z Francie a další plemena, která tvoří řetěz horských pasteveckých psů od Pamíru až po Pyreneje. Předkové maremmy se postupně stali menšími než velká horská plemena, ale zachovali si jejich nezávislost a ostražitost. Toto plemeno je dosud vzácné ve všech zemích kromě Itálie. Je to svérázný a nepříliš poslušný pes, ale skvělý hlídač. Nehodí se do města, snáší slunečné i mrazivé počasí, výborně žije i přespává venku, výcvik poslušnosti je obtížný, působí potíže při styku se psy.

## Popis
Klopené uši ve tvaru V, hluboký hrudník s dobře klenutými žebry dosahuje k lokti, velmi bohatá dlouhá a drsná srst se mírně vlní, dlouhý, nízko nasazený ocas je bohatě osrstěný.

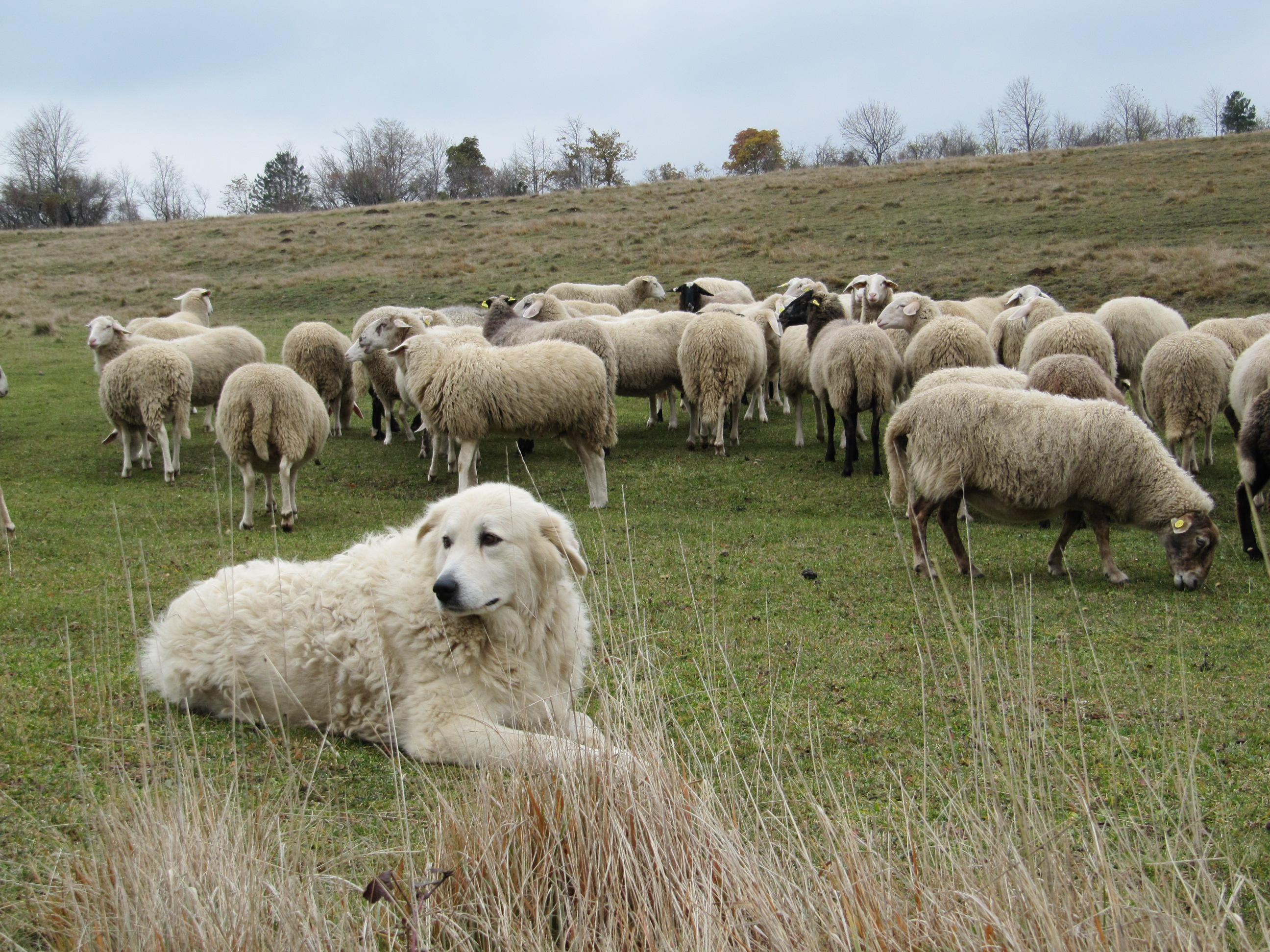
Maremmansko-abruzzský pastevecký pes hlídající stádo ovcí